# Ritter-Rédei János

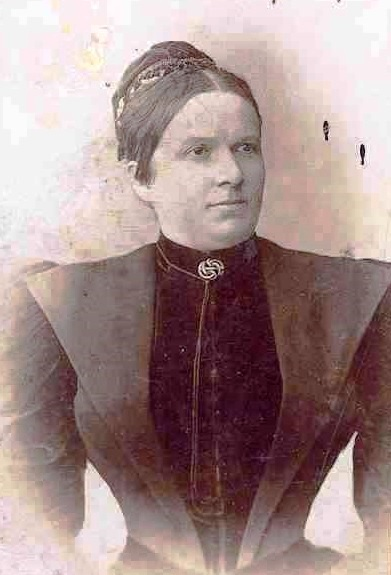
Tomcsányi Ida Ritter-Rédei János felesége 1890-ben

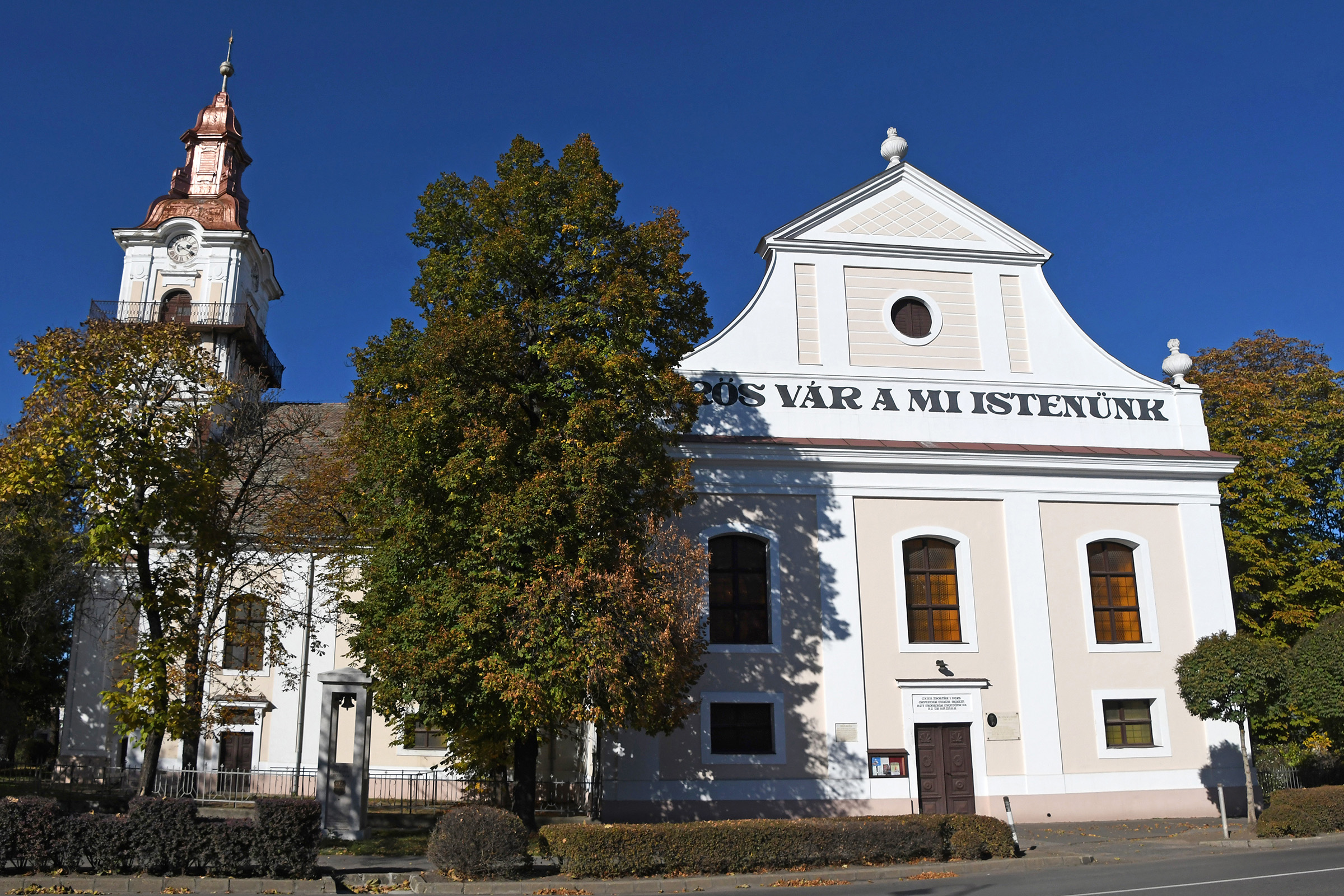
Az evangélikus templom Orosházán 2021-ben. Ritter-Rédei János 1865-től segédtanítói állást kapott az evangélikus egyháznál. 1868-tól 1900-ig tanítóként szolgált. Az egyházban karnagyként is dolgozott.

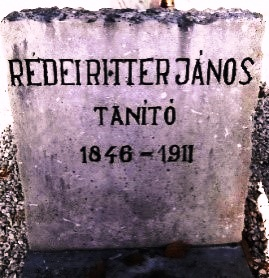
2004-ben Rédei (Ritter) János neve is az Orosházi Evangélikus templom kertjében elhelyezett lelkészek és tanítók emléktáblái közé került.

Ritter (Rédei) János (Kőszeg, 1846. május 16. – Orosháza, 1911. január 23.) evangélikus néptanító, karnagy.

## Származása
Ritter János szülei Ritter Sámuel I. (Kőszeg, 1814. szeptember 18. – Kőszeg, 1863. február 18.) szőlőműves és Zwaller Mária. (Kőszeg, 1814. július 5. – Kőszeg, 1875. december 10.) Házasság: Kőszeg, 1839. július 2. Ritter János és két fia Károly és Sándor 1896-ban nevüket Ritterről Rédeire változtatták. Az engedélyt tartalmazó BM rendelet száma/évszáma: 78052/1896. Ritter János Orosházán 1870. szeptember 27.-én vette feleségül Tomcsányi Idát. Tomcsányi Ida szülei Tomcsányi (tomtsinfalvi) József, evangélikus, Nagyszénási tanító és Folkusházy Erzsébet. Lakhely Orosháza. A Tomcsányi család nemes család volt., ld.: Nagy Iván: Magyarország családai. Tizenegyedik kötet. Tomcsányi család (Tomcsínyi) A Folkusházyak is nemesek voltak, ld.: Nagy Iván: Magyarország családai. Negyedik kötet. Folkusházy család.

## Szakmai életútja
Koszorús Oszkár kutatásai alapján a következőket tudjuk Ritter Jánosról: „ipariskolai igazgató, karnagy. Az úgynevezett boldog békeidőkben élt. A kiegyezés előtt jött Orosházára, Művészember volt, azonban a helyi néppel: földművesekkel, iparosokkal, kereskedőkkel fennálló napi kapcsolata, életük megismerése, az évek folyamán reálisan gondolkodó, tenni akaró értelmiségivé érlelte. Tudta azt, hogy csak kiművelt emberfők szerezhetnek megbecsülést Orosházának, bizonyára azért is vállalta elsőként a megalakuló tanonciskola igazgatói tisztét. Szülei: Ritter Sámuel és Zwaller Mária gazdálkodók voltak. 
Ritter János útja a soproni tanítóképzőből 1865-ben egyenesen Orosházára vezetett, ahol segédtanítói állást kapott az evangélikus egyháznál. Egyszer engedett a csábításnak, amikor 1 hónapra a Szepes megyei Gölnicbányára ment, valószínű, hogy csak ijesztgetni próbálta munkaadóit, mert aztán haláláig választott falújában, Orosházán maradt. 1868-ban itt is rendes tanító lett, visszafoglalta állását. Díjlevele szerint szabad lakást kapott, évente 70 köböl búzát, 50 font húst, 30 font faggyút, 50 font sót, 2 akó bort, 3 öl fát, 37 hold szántóföldet és készpénzben 79 forintot. A belterületi iskolában 140-160 gyereket tanított egy tanteremben. 
A napi munka mellett a pedagógia elméleti kérdései is érdekelték, például az Orosháza című lap 1878-as évfolyamában három részes vezércikket írt Fegyelemtartás a népiskolában címmel. Plusz feladatokat is vállalt: egy feljegyzésből megtudjuk, hogy 1883-ban „Ritter úr tanítja saját termében a földműves ismétlőket, míg az iparos ismétlősök oktatására a Kotsondi-féle iskolát jelölték ki." A tanítási idő szombat délután 1-4-ig, vasárnap délelőtt 8-10-ig tartott, majd istentiszteletre mentek a tanulók. Ideérkezése után egyik első dolga volt, hogy 1865-ben 22 férfi taggal létrehozta az Orosházi Dalegyletet, főként fiatal iparosokból. Gyakran szerepeltek dalestélyeken, a templomban, temetéseken. Többször viselte az Orosházi Tanító Fiókegylet elnöki (pl. 1883-1884), alelnöki tisztségét, első könyvtárosa volt az 1867-ben alakult Orosházi Polgári Olvasókörnek, tevékenyen munkálkodott az Orosházi Kaszinó vezetőségében is. Néhányszor írtak a helyi lapok arról, hogy a pusztaföldvári kincstári földek megvásárlása után rendezett hatalmas ünnepség egyik fő szervezője volt. 1870-ben házasságot kötött egy tekintélyes orosházi család, Tomcsányi József és Folkusházy Erzsébet lányával, a 17 éves Idával. Sorban születtek gyermekeik: János, Károly, Mária, Elemér, Sándor, Béla. 
Életének külön fejezetét jelenti az, hogy 1884-ben Orosházán megindult az iparostanonc iskola, amelynek alapító igazgatója lett.  Az iskolarendszerű tanoncoktatásban a gyakorlati képzés kapott nagyobb teret, Ritter azonban mindig fontosnak ítélte meg az elméleti tárgyak tanítását is. Négy szakmai csoportot alakítottak ki, mégpedig a szabó, a csizmadia. a fémipari és az építőipari tagozatot. Kezdetben munkatársai voltak még Podsztrelen György, Varga István és a fiatalon elhalt Erőss Sámuel.  Fiatalon, 1900-ban nyugdíjba vonult. Utolsó éveit Terényi (ma Dózsa György) utcai házában töltötte családi körben, tüdőgyulladás vetett véget életének. Fiai közül Rédei Károly 1910-ig pusztaföldvári evangélikus lelkész volt, majd Nagykárolyba került, tucatnyi népszerű vallásos könyvet írt.”
2004-ben Koszorús Oszkár levéltáros kezdeményezésére Rédei (Ritter) János neve is az Orosházi Evangélikus templom (H-5900 Orosháza Thék Endre utca 2.) kertjében elhelyezett lelkészek és tanítók emléktáblái közé került. A döntést a presbitérium hozta. Ld. Koszorús Oszkár cikkét: Veres Józsefre és Rédei (Ritter) Jánosra emlékezve. Orosházi Harangszó. XI. évfolyam. 3. szám. 2004. pünkösdje.